# Pazza per la musica
Pazza per la musica (Mad About Music) è un film del 1938 diretto da Norman Taurog.

## Trama
Allieva di una prestigiosa scuola svizzera, Gloria si inventa un padre dalla personalità eccezionale ed eccitante. Visto che gli altri dubitano della sua esistenza, la ragazza deve riuscire a convincerli esibendo davanti a tutti il supposto padre. In realtà, Gloria è figlia di Gwen Taylor, una famosa attrice che, a causa della carriera, ha "parcheggiato" la figlia in Svizzera, senza avere più contatti diretti con lei.
La ragazza, alla ricerca di un padre da esibire, dal collegio si reca alla stazione. Lì, incontra Richard Todd, un compositore inglese in vacanza. L'uomo è divertito dalla sfacciataggine di Gloria e decide di assecondarla. Scopre la sua situazione familiare e, trovandosi a Parigi per lavoro, contatta Gwen, convincendola a riprendersi la figlia. L'attrice, durante una conferenza stampa, ammette così, davanti ai giornalisti, di avere una figlia quattordicenne.
Finalmente Gloria ha ritrovato sua madre e, naturalmente, anche un padre, nuovo di zecca: Richard che, nel frattempo, si è innamorato di Gwen.

## Produzione
Il film fu prodotto dall'Universal Pictures.

### La musica nel film
Le musiche sono orchestrate da Frank Skinner, mentre la direzione musicale è affidata a Charles Previn. Charles Henderson  (con il nome Charles E. Henderson), supervisiona la parte vocale.
Nel film, Deanna Durbin canta l'Ave Maria di Gounod e A Serenade to the Stars.

## Distribuzione
Distribuito dalla Universal Pictures, il film uscì nelle sale cinematografiche USA il 27 febbraio 1938.

## Riconoscimenti
- Marcella Burke e Frederick Kohner - Candidati all'Oscar al miglior soggetto 1939
- Joseph Valentine - Candidato all'Oscar alla migliore fotografia 1939
- Jack Otterson - Candidato all'Oscar per la migliore scenografia 1939
- Charles Previn e Frank Skinner - Candidati per il migliore adattamento all'Oscar 1939